# Crespos
Crespos település Spanyolországban, Ávila tartományban.  Lakosainak száma 482 fő (2024).

## Népesség
A település népessége az utóbbi években az alábbiak szerint változott:
| Lakosok száma | 715  | 646  | 612  | 591  | 547  | 518  | 515  | 495  | 494  | 482  |
|               | 2001 | 2004 | 2006 | 2009 | 2011 | 2014 | 2016 | 2019 | 2021 | 2024 |